# Leon Blaschke
Leon Blaschke (* 1996 in Berlin) ist ein deutscher Schauspieler.

## Leben
Leon Blaschke sprach seit 2007 verschiedene Rollen für Kino- und DVD-Synchronisationen sowie in Werbespots. Mehrere Jahre spielte er in einer Theatergruppe am „Theater an der Parkaue“ in Berlin, wo er seine erste Bühnenerfahrungen machte. Bei der Berliner Vaganten Bühne übernahm er 2016 die Rolle des Liftboys in einer Produktion von Menschen im Hotel, die in Zusammenarbeit mit dem Savoy Hotel in Berlin entstand.
Seit 2016 steht er regelmäßig für Film- und Fernsehproduktionen vor der Kamera. Er arbeitete dabei bisher u. a. mit Sophie Allet-Coche, Alexander Dierbach, Philipp Kadelbach, Andreas Prochaska, Adolfo Kolmerer und Jakob Schäuffelen zusammen.
In der Miniserie Parfum, die ihre TV-Premiere im November 2018 auf ZDFneo hatte, spielte Blaschke an der Seite von Julius Nitschkoff, Franziska Brandmeier, Valerie Stoll, Oskar Belton und Albrecht Felsmann in den „nostalgischen“ Rückblenden in die 1990er Jahre den jungen 15-jährigen Internatsschüler Moritz de Vries, ein Mitglied einer früheren Freundesclique, die ein düsteres Geheimnis umgibt. In der TV-Serie Das Boot (2018) verkörperte er den jungen Thorsten Hecker, der sich Gedanken darüber macht, ob er an dem Unheil, das ihm und seinen Kameraden widerfährt, mitschuldig ist. In den ersten beiden Filmen der ZDF-Fernsehreihe Gipfelstürmer – Das Berginternat (Erstausstrahlung: April 2019) spielte er den Internatsschüler und Wettkampfruderer Lukas Wefeld.
Im Kinofilm Zwischen uns die Mauer (2019) des mehrfach ausgezeichneten Jugendfilmregisseurs Norbert Lechner hatte Blaschke eine Nebenrolle als früherer Verehrer und späterer Freund der weiblichen Hauptfigur Anna (Lea Freund).
In der 16. Staffel der ZDF-Krimiserie SOKO Köln (2019) war Blaschke in einer Episodenhauptrolle als tatverdächtiger Biologie-Student Paul Glaser zu sehen. In der 21. Staffel der ZDF-Serie SOKO Leipzig (2020) übernahm Blaschke eine der Episodenrollen als tatverdächtiger Medizinstudent, der gegen Bezahlung Klausuren für andere Studenten verfasst hat. In der 17. Staffel der ZDF-Serie SOKO Wismar (2020) hatte Blaschke eine der Episodenhauptrollen als Stiefsohn eines getöteten Logistikunternehmers. In der 15. Staffel der ZDF-Serie Notruf Hafenkante (2021) spielte er in einer dramatischen Episodenhauptrolle den traumatisierten homosexuellen Malte Hinrichs, der aus Liebe zu seinem Freund seine Glaubensgemeinschaft, eine evangelikale Freikirche, verlassen will. In der 22. Staffel der ZDF-Serie SOKO Leipzig (2021) übernahm Blaschke eine Episodenhauptrolle als tatverdächtiger Leiter einer militanten Tierschutzorganisation. In der 12. Staffel der ZDF-Serie Letzte Spur Berlin (2023) war er in einer dramatischen Episodenhauptrolle als beruflich unter Druck stehender, verschwundener Rettungssanitäter in Ausbildung zu sehen.
In der 1. Staffel von Die Discounter (2021) war er als Fußballer Felix und Freund von Lia (Marie Bloching) zu sehen. Im Terra-X-Dokufilm Ein Tag in New York 1882 spielte Blaschke die Hauptrolle als junger Georg Schmidt, der als deutscher Einwanderer und angehender Anwalt einen wichtigen Prozess gewinnen und dazu noch seine Verlobte aus dem Gefängnis befreien muss.
Leon Blaschke lebt in Berlin.

## Filmografie (Auswahl)
- 2010: D.I.E. Detektive im Einsatz (Fernsehserie, eine Folge)
- 2017: Ferien vom Leben (Fernsehfilm)
- 2017: Dark: Sic Mundus Creatus Est (Fernsehserie, eine Folge)
- 2018: Tannbach – Schicksal eines Dorfes (Fernsehfilm)
- 2018: Das Boot (Fernsehserie)
- 2018: Parfum (Fernsehserie)
- 2019: Gipfelstürmer – Das Berginternat: Die Neue (Fernsehreihe)
- 2019: Gipfelstürmer – Das Berginternat: Flieg Liv, flieg! (Fernsehreihe)
- 2019: Abikalypse (Kinofilm)
- 2019: Zwischen uns die Mauer (Kinofilm)
- 2019: SOKO Köln: Todesstoß (Fernsehserie, eine Folge)
- 2020: SOKO Leipzig: Albtraum für Rossi (Fernsehserie, eine Folge)
- 2020: SOKO Wismar: Lügen können tödlich sein (Fernsehserie, eine Folge)
- 2021: Notruf Hafenkante: Wahre Liebe (Fernsehserie, eine Folge)
- 2021: Nix Festes: Die weibliche Perspektive (Fernsehserie, eine Folge)
- 2021: Blutige Anfänger: Raubkatze (Fernsehserie, eine Folge)
- 2021: Die Chefin: Deadline (Fernsehserie, eine Folge)
- 2021: SOKO Leipzig: Bis aufs Blut (Fernsehserie, eine Folge)
- 2021: Terra X: Ein Tag in New York 1882 (Fernsehreihe, eine Folge)
- 2021: Die Discounter (Fernsehserie, zwei Folgen)
- 2022: The Kids Turned Out Fine (Abschlussfilm der ifs Köln, Das kleine Fernsehspiel)
- 2022: WaPo Bodensee: Retter der Welt (Fernsehserie, eine Folge)
- 2023: Letzte Spur Berlin: Todesangst (Fernsehserie, eine Folge)
- 2024: SOKO Linz – Signature Styles (Fernsehserie, eine Folge)
- 2025: Die Kanzlei: Falsche Wege (Fernsehserie, eine Folge)

## Theater
- 2013: Wenn du nicht mehr da bist, Theater an der Parkaue
- 2015: Romeo und Julia, Theater an der Parkaue
- 2015: Coming of age oder was heisst erwachsen werden, Theater an der Parkaue
- 2016: Menschen im Hotel, Vaganten Bühne

## Hörspiele
- 2017: Doberschütz und die Politik der Liebe (Teenager), Westdeutscher Rundfunk[16]
- 2018: Johnny Sinclair – Beruf: Geisterjäger[17], Teile 1, 2, 3; Rolle: Russell. Universal Music – Hörspiele Johnny Sinclair
- 2019: Johnny Sinclair – Dicke Luft in der Gruft[18], Teile 4, 5, 6; Rolle: Russell, Universal Music – Hörspiele Johnny Sinclair
- 2020: Johnny Sinclair – Die Gräfin mit dem eiskalten Händchen[19], Teile 7, 8, 9; Rolle: Russell, Universal Music - Hörspiele Johnny Sinclair
- 2022: Wonder Valley 1 + 2[20] (NDR)
- 2022: Der kleine Hui Buh (Europa)